# Nada-ku (Kōbe)
Nada-ku (jap. 灘区) ist ein Stadtbezirk (ku) von Kōbe.

## Geografie
Nada-ku umfasst neben dem Stadtgebiet vom JR-West-Bahnhof Nada bis zwischen den Bahnhöfen Rokkōmichi und Sumiyoshi ein etwa ebenso großes Gebiet des Rokkō-Bergrückens mit den Gipfeln Maya und Rokkō.

## Geschichte
Das Erdbeben von Kōbe 1995 traf Nada sehr hart. Südlich der in Ost-West-Richtung verlaufenden Verkehrsader Yamatekansen erlitt die Stadt verheerende Schäden, der Wiederaufbau im Gebiet südlich des Bahnhofs Rokkōmichi dauerten bis 2005 an. Der dortige Hochbahnabschnitt der JR-Tōkaidō-Linie erforderte 1995 die langwierigsten Instandsetzungsarbeiten.

## Sehenswürdigkeiten
Ebenso wie der Nachbarbezirk Higashinada-ku ist Nada-ku berühmt für seine Sake-Herstellung. Zahlreiche kleinere und größere Sakebrauereien sind in Nada ansässig.
Der Hankyū-Bahnhof Rokkō ist Ausgangspunkt für Busfahrten auf den Berg gleichen Namens, etwa 2 km weiter bergauf am Rand des Siedlungsgebietes liegt die Station der Seilbahn, die auf den Rokkō und nach Arima Onsen führt, sowie die Autostraße auf den Berg. Als Mautstraße führt sie durch den Rokkō-Tunnel nach Sanda und Arima und bildet einen der drei Straßenübergänge in den nördlichen Teil von Kōbe und das Umland.
- Berg Rokkō mit Rokkō-Farm, Skilift, Aussichtspunkten, Naturkundehaus
- Kōbe Ōji-Zoo
- Oji-Stadion
- Schrein: Rokkō-Hachiman-jinja (六甲八幡神社)
- Galerie der Präfektur Hyōgo Harada no Mori　(原田の森ギャラリー)

## Bildung
In Nada-ku befindet sich die Universität Kōbe, die Shōin-Frauenuniversität und die Deutsche Schule Kobe.